# Вечерња звона (ТВ серија)
„Вечерња звона” је југословенска телевизијска серија снимљена 1988. године у продукцији Телевизије Београд на основу истоименог фикма из 1986. године.

## Епизоде
| Сезона | Епизода | Назив | Датум          |
| ------ | ------- | ----- | -------------- |
| 1      | 1       | /     | 24. јула 1988. |
| 1      | 2       | /     | 31. јула 1988. |
| 1      | 3       | /     | 7. јула 1988.  |
| 1      | 4       | /     | 14. јула 1988. |

## Улоге
| Глумац             | Улога                                |
| ------------------ | ------------------------------------ |
| Раде Шербеџија     | Томислав К. (Бурбонски) (4 еп. 1988) |
| Петар Божовић      | Стјепан К. (4 еп. 1988)              |
| Миодраг Кривокапић | Димитрије (4 еп. 1988)               |
| Неда Арнерић       | Меира (4 еп. 1988)                   |
| Љиљана Благојевић  | Роса (4 еп. 1988)                    |
| Мустафа Надаревић  | Матко (4 еп. 1988)                   |
| Ирфан Менсур       | Милутин (4 еп. 1988)                 |
| Иво Грегуревић     | Ђурица (4 еп. 1988)                  |
| Зденка Анушић      | Нура (4 еп. 1988)                    |
| Мартин Бахмец      | Старац (4 еп. 1988)                  |
| Андреа Баковић     | Маткова секретарица (4 еп. 1988)     |
| Мирко Боман        | Крезуби (4 еп. 1988)                 |
| Миодраг Грбић      | Кулак у затвору (4 еп. 1988)         |
| Невен Гргурић      | Росино дете (4 еп. 1988)             |
| Игор Хајдархоџић   | Усташа 2 (4 еп. 1988)                |
| Зденко Јелчић      | Кузма (4 еп. 1988)                   |
| Лидија Јенко       | Луси (4 еп. 1988)                    |
| Вида Јерман        | Меирина тетка #2 (4 еп. 1988)        |
| Жељко Југ          | Меирин брат (4 еп. 1988)             |

 Остале улоге  ▼
| Глумац            | Улога                               |
| ----------------- | ----------------------------------- |
| Славко Јурага     | Пијани Немац (4 еп. 1988)           |
| Винко Краљевић    | Младић у затвору (4 еп. 1988)       |
| Миладин Кришковић | Кочијаш (4 еп. 1988)                |
| Звонко Лепетић    | Усташа 1 (4 еп. 1988)               |
| Јадранка Матковић | Опатица (4 еп. 1988)                |
| Антун Налис       | Светац (4 еп. 1988)                 |
| Миа Оремовић      | Меирина тетка 1 (4 еп. 1988)        |
| Хермина Пипинић   | Меирина мајка (4 еп. 1988)          |
| Младен Плећаш     | Официр (4 еп. 1988)                 |
| Душко Поповић     | Шпањолац, певач (4 еп. 1988)        |
| Жарко Поточњак    | Круно (4 еп. 1988)                  |
| Петре Прличко     | Росин деда (4 еп. 1988)             |
| Дука Пуцек        | Певач у бару (4 еп. 1988)           |
| Матко Рагуз       | Андрија (4 еп. 1988)                |
| Звонко Рајчић     | Едо, отац Меире (4 еп. 1988)        |
| Роберт Шабан      | Милутин као младић (4 еп. 1988)     |
| Крунослав Шарић   | Чубар (4 еп. 1988)                  |
| Јакша Сингер      | Доктор (4 еп. 1988)                 |
| Зијах Соколовић   | Фра Амбро (4 еп. 1988)              |
| Нада Суботић      | Часна сестра (4 еп. 1988)           |
| Дубравко Тадић    | Димитрије као младић (4 еп. 1988)   |
| Урош Татомир      | Славко Кватерник (4 еп. 1988)       |
| Кристијан Угрина  | Томислав К, као младић (4 еп. 1988) |
| Драго Врховски    | Свирач на цитри (4 еп. 1988)        |
| Стево Жигон       | Паоло Мензе (4 еп. 1988)            |
| Милан Плећаш      | (непознат број епизода)             |
| Зорко Рајчић      | (непознат број епизода)             |

Комплетна ТВ екипа  ▼
| Редитељ                   | Лордан Зафрановић          | (непознат број епизода)               |
| Сценариста                | Мирко Ковач                | (4 еп. 1988)                          |
| Сценариста                | Филип Давид                | (непознат број епизода)               |
| Сценариста                | Лордан Зафрановић          | (непознат број епизода)               |
| Продуцент                 | Сулејман Капић             | извршни продуцент (4 еп. 1988)        |
| Продуцент                 | Љубомир Радичевић          | продуцент (4 еп. 1988)                |
| Композитор                | Владимир Краус Рајтерић    | (4 еп. 1988)                          |
| Директор фотографије      | Андрија Пивчевић           | (4 еп. 1988)                          |
| Директор фотографије      | Андрија Павићевић          | (непознат број епизода)               |
| Mонтажер                  | Андрија Зафрановић         | (4 еп. 1988)                          |
| Сценограф                 | Ивица Спорчић              | (4 еп. 1988)                          |
| Уметнички директор        | Младен Ожболт              | (4 еп. 1988)                          |
| Декоратер сцене           | Иван Опачић                | (4 еп. 1988)                          |
| Костимограф               | Рута Кнежевић              | (4 еп. 1988)                          |
| Одсек за шминку           | Ана Адамек                 | дизајнер шминке (4 еп. 1988)          |
| Одсек за шминку           | Мариа Џиевулска            | шминкер (4 еп. 1988)                  |
| Одсек за шминку           | Марија Валковић            | шминкер (4 еп. 1988)                  |
| Менаџер продукције        | Људевит Гргурић            | вођа снимања (4 еп. 1988)             |
| Менаџер продукције        | Младен Коцеиц              | директор филма (4 еп. 1988)           |
| Менаџер продукције        | Дражен Пинтариц            | организатор (4 еп. 1988)              |
| Менаџер продукције        | Мирјана Стимац             | вођа снимања (4 еп. 1988)             |
| Менаџер продукције        | Дамир Тересак              | помоћник директора филма (4 еп. 1988) |
| Помоћник режије           | Горан Маравић              | помоћник редитеља (4 еп. 1988)        |
| Помоћник режије           | Федор Шкубоња              | 2 помоћник редитеља (4 еп. 1988)      |
| Помоћник режије           | Урош Татомир               | 1 помоћник редитеља (4 еп. 1988)      |
| Уметнички одсек           | Раде Баста                 | сценски реквизитер (4 еп. 1988)       |
| Уметнички одсек           | Владо Хрс                  | сликар (4 еп. 1988)                   |
| Уметнички одсек           | Ивица Сипрак               | сценски реквизитер (4 еп. 1988)       |
| Уметнички одсек           | Борис Тадеј                | сценски реквизитер (4 еп. 1988)       |
| Уметнички одсек           | Ивица Ујевић               | сценски реквизитер (4 еп. 1988)       |
| Одсек за звук             | Борис Густовић             | тон мајстор (4 еп. 1988)              |
| Одсек за звук             | Звонимир Крупа             | микроман (4 еп. 1988)                 |
| Одсек за звук             | Зоран Лотка                | монтажер звучних ефеката (4 еп. 1988) |
| Одсек за звук             | Младен Пребил              | Дизајнер тона (4 еп. 1988)            |
| Специјални ефекти         | Влатко Милићевић           | пиротехничар (4 еп. 1988)             |
| Одсек за камеру и расвету | Вјекослав Голец            | сценски радник (4 еп. 1988)           |
| Одсек за камеру и расвету | Антун Горишек              | сценски радник (4 еп. 1988)           |
| Одсек за камеру и расвету | Миодраг Грбић              | пратилац камере (4 еп. 1988)          |
| Одсек за камеру и расвету | Станислав Јесих            | вођа расвете (4 еп. 1988)             |
| Одсек за камеру и расвету | Ивица Катона               | техничар за осветљење (4 еп. 1988)    |
| Одсек за камеру и расвету | Бранко Кнез                | пратилац камере (4 еп. 1988)          |
| Одсек за камеру и расвету | Драгош Крнетић             | сценски радник (4 еп. 1988)           |
| Одсек за камеру и расвету | Драго Лендариц             | сценски мајстор (4 еп. 1988)          |
| Одсек за камеру и расвету | Будимир Мађер              | фотограф (4 еп. 1988)                 |
| Одсек за камеру и расвету | Марјан Перцл               | пратилац камере (4 еп. 1988)          |
| Одсек за камеру и расвету | Недељко Штаба              | техничар за осветљење (4 еп. 1988)    |
| Одсек за костим           | Фрањо Симек                | (4 еп. 1988)                          |
| Одсек за костим           | Весна Тупек                | гардеробер (4 еп. 1988)               |
| Одсек за костим           | Сања Вабиц                 | асистент костимграфа (4 еп. 1988)     |
| Одсек за монтажу          | Весна Кребер               | асистент монтажера (4 еп. 1988)       |
| Одсек за монтажу          | Ивица Марјановић           | колор тајмер (4 еп. 1988)             |
| Музички одсек             | Ана Мариа Дорицих          | музички уредник (4 еп. 1988)          |
| Музички одсек             | Лидија Јојич               | музички уредник (4 еп. 1988)          |
| Остала екипа              | Срећко Бркић               | дизајнер титла (4 еп. 1988)           |
| Остала екипа              | Марина Десин               | технички саветник (4 еп. 1988)        |
| Остала екипа              | Гордана Флеутот            | рачуновођа продукције (4 еп. 1988)    |
| Остала екипа              | Гордана Даринке Ховежак    | секретар продукције (4 еп. 1988)      |
| Остала екипа              | Драго Клинчић              | координатор продукције (4 еп. 1988)   |
| Остала екипа              | Верица Кнежевић Богдановић | секретар режије (4 еп. 1988)          |
| Остала екипа              | Мирко Радовић              | технички саветник (4 еп. 1988)        |
| Остала екипа              | Звонимир Рељић             | кореографија (4 еп. 1988)             |